# Theremin
En theremin (også kaldet æterofon[kilde mangler]) er et elektronisk musikinstrument. Instrumentet spilles, ved at musikerens hænder forandrer position i forhold til to faste elektroder (antenner), dvs. at man ikke rører instrumentet, mens man spiller.
Thereminen er et tidligt elektronisk musikinstrument, der blev opfundet af den sovjetiske radio-ingeniør og cellist Léon Theremin i 1919. I 1928 flyttede han til USA og fik patenteret instrumentet. Han ændrede også sit navn til Leon Theremin, han var født Lev Sergeyevich Termen. Moderne komponister som Edgard Varese, John Cage og Bohuslav Martinu har skrevet musik til thereminen. Også i rock, pop og jazz blev thereminen benyttet af blandt andre Beach Boys, Portishead, Led Zeppelin (Whole Lotta Love), Captain Beefheart (Electricity og Autumn's Child) og Tom Waits. I Danmark benyttes thereminen af blandt andre The Tremolo Beer Gut, Frodegruppen40 og Waking Life.
Thereminen kan høres i temaet til Kriminalkommissær Barnaby, den engelske krimiserie med John Nettles i hovedrollen.

## Andre musikere, der spiller Theremin
| - Bud Averill (189?-1957) - Lucie Bigelow Rosen (1890-1968) - Jean Ven Robert Hal (1970) - Samuel Hoffman (1903-1967) - Clara Rockmore (1911-1998) - Jimmy Page (1944) - Jean Michel Jarre (1948) - Eric Ross (1948) - Bruce Woolley (1953) - Peter Pringle (1954) | - Pekkanini (1952) - Barbara Buchholz (1959-2012) - Lydia Kavina (1967) - Masami Takeuchi (1967) - Dalit Warshaw (1974) - Pamelia Kurstin (1976) - Randy George (1978) - Carolina Eyck (1987) - Gak Sato (1969) - H. Whipple Abbott | - Lana Aksyonova - Dorit Chrysler - Charlie Draper - Rom Chiaki - Darryl Kubian - Charles Richard Lester - Shueh-li Ong - Armen Ra - Kip Rosser - Vadim Pruzhanov |